# King’s College London

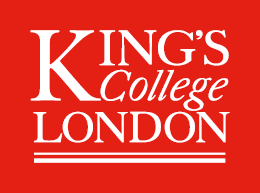
Komercyjne logo szkoły

King’s College London (Kolegium Królewskie w Londynie), skrótowiec KCL – brytyjska uczelnia, współzałożyciel i jedna z części Uniwersytetu Londyńskiego.
Założona przez króla Jerzego IV oraz księcia Wellington w 1829, jest trzecią królewską uczelnią w Anglii (po Uniwersytecie Oksfordzkim i Uniwersytecie w Cambridge). W 1836 r. uczelnia została jedną z dwóch kolegiów założycielskich Uniwersytetu Londyńskiego. Pod koniec XX wieku King's rozbudował się w wyniku szeregu fuzji, w tym z Queen Elizabeth College i Chelsea College of Science and Technology (w 1985 r.), Institute of Psychiatry (w 1997 r.), United Medical and Dental Schools of Guy's and St Thomas' Hospitals i Florence Nightingale School of Nursing and Midwifery (w 1998 r.).
King's College London jest jednym z dziesięciu najlepszych brytyjskich uniwersytetów na świecie (QS World University Rankings, 2018/19). King's posiada rewelacyjną reputację za światowej klasy nauczanie i pionierskie badania naukowe. W najnowszym badaniu Research Excellence Framework 2021 (REF), King's uplasował się na 6. miejscu w kraju w rankingu mocy i na 3. miejscu w kraju spośród interdyscyplinarnych uniwersytetów ze względu na wpływ badań. Warto wyróżnić, że kierunki związane z szeroko rozumianą ochroną zdrowia (Florence Nightingale Faculty of Nursing, Midwifery & Palliative Care, the Faculty of Dentistry, Oral & Cranofacial Sciences, oraz School of Life Course Sciences i Institute of Pharmaceutical Sciences) zajęły 1. miejsce w kraju pod względem jakości badań. Sposród innych, Business and Management zajęły 9. miejsce w kraju pod względem jakości badań, chemia 5. miejsce w kraju pod względem jakości badań, filologia i literatura klasyczna 1. miejsce w kraju pod względem jakości badań, a natomiast Politics and International Studies zdobyły 1. miejsce w kraju pod względem mocy.
Globalnie zajął 31. miejsce w rankingu QS World University 2021, 35. w rankingu Leiden CWTS 2019, 36. w rankingu THE World University 2020, i 47. w rankingu ARWU w 2020 roku. King's College London zajął 5. miejsce w kraju, 5. miejsce w Europie i 24 na świecie w 2022 Times Higher Education (THE) Impact Rankings. King's również zajął 4. miejsce w Wielkiej Brytanii i 11 na świecie jako najbardziej międzynarodowy uniwersytet według THE World University Rankings. King's zajął 39. miejsce na świecie za reputację w corocznym badaniu naukowców Times Higher Education w 2021 r. Co więcej, w 2019 r. King's zajął 10. miejsce w kraju i 15 w Europie w QS Graduate Employability Rankings 2019, rankingu, który przedstawia perspektywy zawodowe dla absolwentów. Z kolei, według Best Global Universities by U.S. News, KCL zostało sklasyfikowane na 7. miejscu w Europie, a na 33 na świecie. Na skalę krajową zajął 20. miejsce w przewodniku studenckim The Complete University Guide, 35. w przewodniku uniwersyteckim Times/Sunday Times, i 42. w przewodniku uniwersyteckim Guardian 2021.
King's ma szczególnie wyróżniającą się reputację w naukach humanistycznych, prawie, naukach ścisłych (w tym w wielu dziedzinach zdrowia, takich jak psychiatria, medycyna, pielęgniarstwo i stomatologia) oraz w naukach społecznych, w tym w sprawach międzynarodowych. King's odegrał ważną rolę w wielu odkryciach, które ukształtowały współczesne życie, takich jak odkrycie struktury DNA i badań, które doprowadziły do rozwoju radia, telewizji, telefonów komórkowych i radarów.
King’s jest założycielem i członkiem Russell Group oraz Golden Triangle, tworząc tym samym największe w Europie centrum edukacji naukowo-medycznej, siedzibę pięciu centrów naukowo-badawczych (ang. Medical Research Council Centres).
Obecnie uczelnia kształci na dziewięciu wydziałach rozrzuconych po obu brzegach Tamizy. Kampusy znajdują się w centrum Londynu oraz w dzielnicy Denmark Hill w południowym Londynie. Wydział prawa (Dickson Poon School of Law) plasuje się w czołowej czwórce szkół prawa w Wielkiej Brytanii oraz zajmujące siedemnaste miejsce na świecie. W latach 2018–19 King's College London miał dochód w wysokości 902,0 mln GBP, z czego 194,7 mln GBP pochodziło z grantów i kontraktów badawczych. Jest to 12. największy uniwersytet w Wielkiej Brytanii pod względem liczby studentów.
King's College London cieszy się patronatem królewskim z racji swojego założenia. Obecnym patronem jest królowa Elżbieta II.

## Associate of King's College (AKC)
AKC (Associateship of King’s College) jest oryginalną nagrodą przyznawaną przez King's, sięgającą jej założenia w 1829 roku i odzwierciedlającą jej pierwsze motto: sancte et sapienter, „świętość i mądrość”.
Nagroda Associateship lub Associate of King's College (AKC) była równorzędną kwalifikacją King's College London od 1833 roku. Jest to oryginalna kwalifikacja, którą King's przyznaje swoim studentom. W obecnej praktyce jest to opcjonalna nagroda, unikalna dla King's College London, którą studenci mogą studiować oprócz właściwego stopnia. Po pomyślnym ukończeniu kursu AKC uczestnicy mogą ubiegać się o wybór przez Radę Akademicką King's College London jako „Associate of King's College” (AKC). Gdy ich wybór zostanie zatwierdzony, mogą używać post-nominalnych liter „AKC” wraz z ich główną kwalifikacją.
AKC pozostaje wierna temu zobowiązaniu do poważnego traktowania religii i ma na celu promowanie inteligentnej, otwartej refleksji nad kwestiami etycznymi i filozoficznymi. AKC w XXI wieku oferuje włączający, prowadzony przez badania program wykładów, który daje studentom King's możliwość poznania różnych perspektyw religijnych i kulturowych, wraz z głównym programem studiów.
Wykłady AKC w wyjątkowy sposób wzbogacają i poszerzają program akademicki w King’s. Ponad 4000 członków społeczności King's - studentów, doktorantów i pracowników, na wszystkich wydziałach i kampusach, a także w internecie - co roku śledzi AKC. W ostatnich latach serie wykładów AKC koncentrowały się na zdrowiu psychicznym, przywództwie, migracji, kulturze i historii Londynu oraz etyce w kontekście kulturowym.
AKC jest sercem uniwersytetu w jego międzynarodowym, interdyscyplinarnym i innowacyjnym programie nauczania: ma na celu promowanie zrozumienia różnych przekonań i kultur, które można przyjąć do szerszego społeczeństwa. Program jest unikalny dla King's College London i jest jedynym kursem otwartym dla wszystkich studentów King's, a także dla pracowników i absolwentów.

### Ogólny zarys
W grudniu 1833 r. rada kolegium powołała komisję do organizowania różnych kursów oferowanych na King's. W wyniku raportu tego komitetu, AKC została ustanowiona przez radę kolegium w dniu 14 lutego 1834 jako trzyletni kurs ogólny oparty na rdzeniu boskości, matematyce, klasyce i języku angielskim, z innymi opcjami dodanymi w drugim i trzecim roku. Pierwsze nagrody zostały przyznane przy corocznym rozdaniu nagród w Wydziale Generalnym 27 czerwca 1835 r.
Od 1909 roku tylko studenci zarejestrowani na studia na Uniwersytecie Londyńskim w King's mogą studiować w ramach stowarzyszenia. Trzyletni kurs obejmuje cotygodniowe wykłady z teologii, etyki i filozofii. Według uznania dziekana, niektórzy doktoranci i studenci medycyny / stomatologii, którzy nie interkalują, mogą skrócić program do dwóch lat. Wszyscy członkowie personelu King's mogą studiować do AKC jako samodzielne kwalifikacje. Od 2015 roku absolwenci King's, którzy w czasach studenckich zrezygnowali z udziału w studiach AKC, mogą teraz uczyć się w ramach programu poprzez kształcenie na odległość.
AKC nie jest wymierną nagrodą, a studenci, którzy spełniają wymagania przepustki, uzyskują „przepustkę”. Studenci, którzy złożą dobry esej fakultatywny lub ukończą ponad 8/9 quizów w dowolnym semestrze, otrzymują Wyróżnienie Dziekana w uznaniu za wybitne zaangażowanie w kurs. Uczniowie ci nadal uzyskują ogólną ocenę „dostateczną”, ale otrzymają wyróżnienie Dziekana w swoim rekordzie. Studenci, których eseje zostaną uznane za wyjątkowo zasłużone, mają szansę na otrzymanie Nagrody Hansona.
AKC XXI wieku oferuje program lub inkluzywne, prowadzone przez badania wykłady, które pozwalają studentom odkrywać różne perspektywy religijne i kulturowe. AKC jest sercem zaangażowania Kolegium w międzynarodowy, interdyscyplinarny i innowacyjny program nauczania: ma na celu promowanie zrozumienia różnych przekonań i kultur, które można przyjąć do szerszego społeczeństwa.

## Kampusy

### Strand Campus
Strand Campus jest pierwszym kampusem King's, znajdującym się na ulicy Strand w dzielnicy Londynu Westminster. Oryginalnie, kampus składał się z budynku King's Building (z 1831 roku), zaprojektowanego przez Sir Roberta Smirke, oraz kaplicy King's College, przeprojektowanej w 1864 r. przez Sir Gilberta Scotta. Po drugiej wojnie światowej King's zakupił znaczną część budynków na sąsiedniej ulicy Surrey Street (w tym budynków Norfolk i Chesham). W 1972 r. zakończyła się budowa budynku Strand, który został wybudowany w brutalistycznym stylu architektonicznym.
W budynku Macadam wybudowanego w 1975 r. mieści się siedziba King’s College London Students’ Union (Zrzeszenie Studentów King's College London). Nazwa budynku pochodzi od absolwenta uczelni Sir Ivisona Macadama, pierwszego prezydenta National Union of Students (NUS, Narodowe Zrzeszenie Studentów).
Kampus Strand mieści wydziały sztuki i nauk humanistycznych, w tym wydziały prawa, biznesu, nauk społecznych i polityki publicznej oraz nauk przyrodniczych i matematycznych (dawniej mieścił nauki fizyczne i inżynieria).
Od 2010 r. Kampus Strand szybko się powiększył, obejmując wschodnie skrzydło Somerset House i budynek Virginia Woolf obok uniwersytetu London School of Economics na ulicy Kingsway. W dniu 10 marca 2015 r. King's nabył 50-letnią umowę najmu na kompleks budynków Aldwych Quarter obejmującą zabytkowy budynek Bush House. Rozpoczął zajęcie budynku Bush House we wrześniu 2016 r., zajmując przyległy King House i Strand House od 2017 r., a od 2025 r. będzie zajmował Melbourne House. W październiku 2016 r. King's ogłosił, że również zawarł oddzielną 50-letnią dzierżawę na budynek North-West Block od 2018 roku.

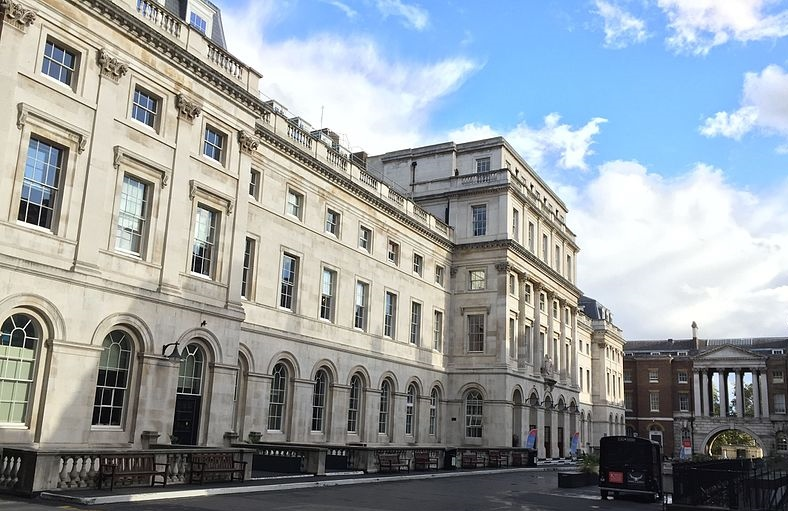
Budynek King's i Strand Quadrangle
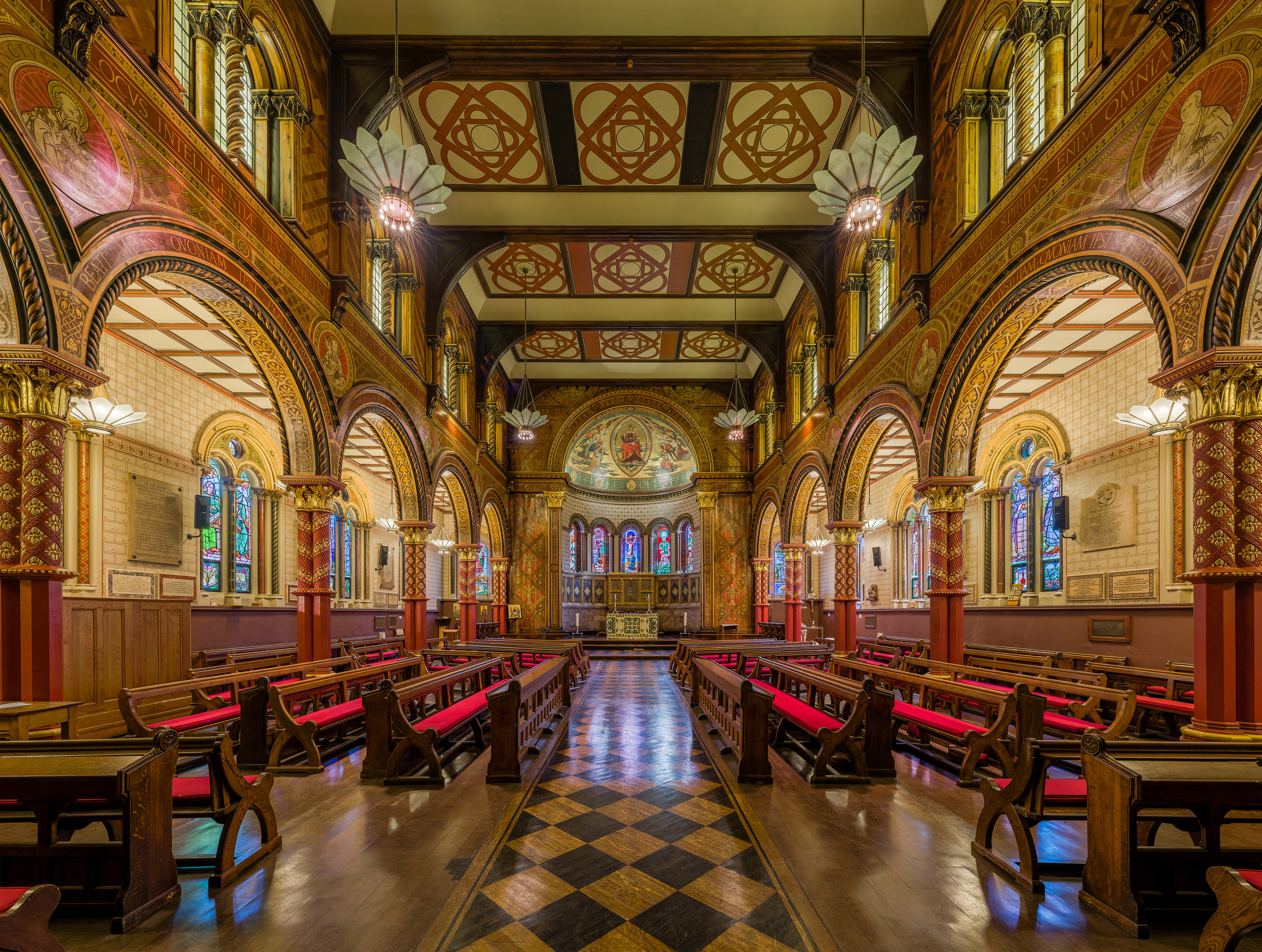
Kaplica King's, przeprojektowana w 1864 r. przez Sir Gilberta Scotta
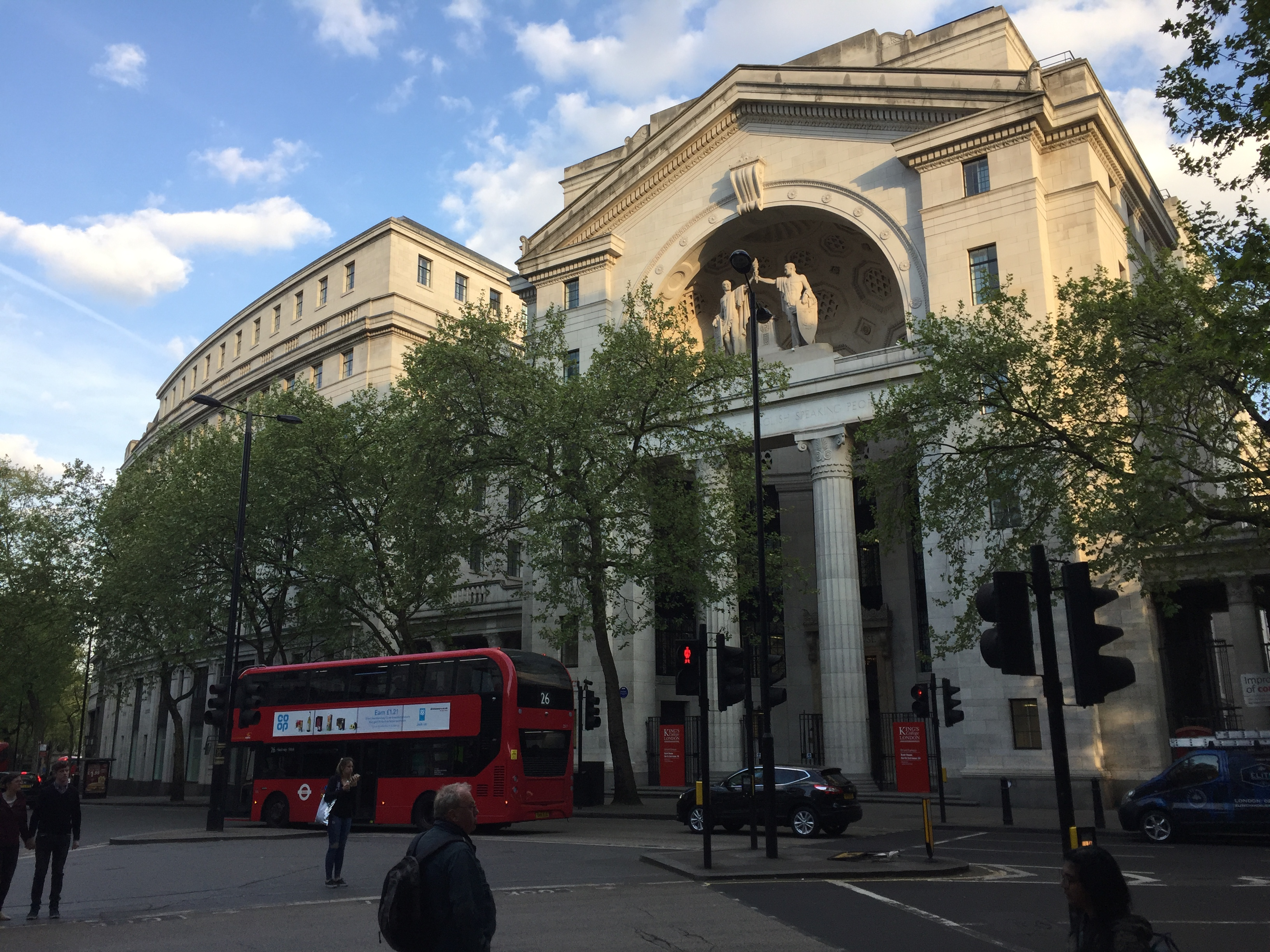
Dawny budynek BBC Bush House, teraz część Strand Campus

### Guy's Campus
Na Guy's Campus swoje siedziby mają:
- Wydział Nauk Przyrodniczych i Medycyny (również na kampusie Waterloo)
- Instytut Stomatologiczny
Kampus znajduje się w pobliżu London Bridge na południowym brzegu Tamizy, obok szpitala Guy's i  jest to coraz bardziej modna okolica z licznymi barami, restauracjami, targowiskami i szybko rozwijającym się biznesem.
W pobliżu znajdują się:
- London Bridge stacja/metro (1 minuta marszu)
- dwa akademiki, Great Dover Street Apartments and Wolfson House
- Galeria Hay's, centrum handlowe
- Borough Market, jeden z najstarszych targów w Londynie
- Katedra Southwark
- Shakespeare's Globe Theatre
- Tate Modern, galeria sztuki współczesnej[35].

### Kampus Waterloo
Budynek Franklin-Wilkins, kampus Waterloo
Kampus Waterloo znajduje się po drugiej stronie mostu Waterloo od kampusu Strand, w pobliżu Southbank Centre w londyńskiej dzielnicy Lambeth i składa się z budynków James Clerk Maxwell Building, Franklin-Wilkins Building i Waterloo Bridge Wing Building.
Cornwall House, obecnie Franklin-Wilkins Building, zbudowany w latach 1912-1915, był pierwotnie Biurem Papeterii Jego Królewskiej Mości (odpowiedzialnym za prawa autorskie Korony i Archiwa Narodowe), ale został zarekwirowany do użytku jako szpital wojskowy w 1915 roku podczas I wojny światowej. Szpital Wojskowy im. Króla Jerzego i przyjmował około 1800 pacjentów na 63 oddziałach.
Obecnie największy budynek uniwersytecki w Londynie, budynek został przejęty przez King's w latach 80. XX wieku i przeszedł gruntowny remont w 2000 roku. Budynek został nazwany na cześć Rosalind Franklin i Maurice'a Wilkinsa za ich główny wkład w odkrycie struktury DNA. Dziś jest domem dla:
- - School of Biomedical Sciences, Diabetes & Nutritional Sciences Division (część Wydziału Nauk Przyrodniczych i Medycyny)

- - Szkoła Edukacji, Komunikacji i Społeczeństwa (część Wydziału Nauk Społecznych i Polityki Publicznej)

- LonDEC – London Dental Education Centre (część Wydziału Nauk Stomatologicznych, Ustnych i Twarzoczaszki)

W sąsiednim budynku Jamesa Clerka Maxwella mieści się Wydział Pielęgniarstwa, Położnictwa i Opieki Paliatywnej Florence Nightingale oraz wiele centralnych usług zawodowych uczelni. Budynek został nazwany na cześć szkockiego fizyka matematycznego Jamesa Clerka Maxwella, który był profesorem filozofii naturalnej w King's w latach 1860-1865.
Najbliższa stacja metra to Waterloo.

### Pozostałe kampusy
- Denmark Hill
- St Thomas' Campus

## Laureaci Nagrody Nobla
Wśród absolwentów oraz naukowców związanych z Kolegium Królewskim w Londynie znajduje się 14 laureatów Nagrody Nobla:

- Charles Glover Barkla
- Owen Willans Richardson
- Frederick Hopkins
- Charles Sherrington
- Edward Victor Appleton
- Max Theiler
- Maurice Wilkins
- Desmond Tutu
- James W. Black
- Mario Vargas Llosa
- Peter Higgs
- Michael Levitt
- Roger Penrose
- Michael Houghton